# István Bilek
István Bilek (11. august 1932 – 20. marts 2010) var en ungarsk skakspiller og journalist.
I 1962, 1964 og 1970 vandt han det ungarske nationale skakmesterskab. I 1957 vandt han titlen som international mester og GM-titlen i 1962.
Hans mest succesfulde turneringer var Balatonfüred (1960), Salgótarján (1967), og Debrecen (1970), hvilke han alle vandt.